# Anduin
Anduin, "långa floden" är i J.R.R. Tolkiens fiktiva värld Midgård det sindarinska namnet på den längsta floden under den Tredje åldern. Anduin kallas också Stora floden. Floden rinner upp i området mellan Dimmiga bergen och Grå bergen och mynnar ut i Belfalasbukten i Belegaer (Stora havet).

## Anduins lopp
Anduin rinner upp i två källor (Långån och Gråfåran) i området där Dimmiga bergen och Grå bergen möts. Därefter rinner Anduin söderut, öster om Dimmiga bergen. Längs Anduins lopp ansluter många bifloder och älvar, som till exempel Limlit, Sir Ninglor, Nimrodel och Ente älv. Efter att ha passerat Lórien når Anduin Bruna markerna och sedan sjön Nen Hithoel. Söder om sjön störtar floden ned i Raurosfallen. Floden fortsätter via Ente älvs mynningar och Våtvången vidare söderut förbi Minas Tirith och mynnar söder om Gondor ut i deltat Ethir Anduin i Belfalasbukten.
Anduins längd har beräknats till 2 233 kilometer.